# Antonio Torroja Miret
Antonio Torroja y Miret (Tarragona, 12 de septiembre de 1888 - Barcelona, 4 de mayo de 1974) fue un matemático español.

## Biografía
Cursó los estudios de Matemáticas e Ingeniería de Minas en Madrid, donde residía su padre. En 1917 ganó una cátedra de Geometría en la Universidad de Zaragoza, y a continuación en la de Barcelona. Ejerció una gran influencia en la formación de nuevas promociones de matemáticos, por la educación del razonamiento que inculcaba. Tuvieron repercusión sus cursos de mecánica de la Escuela Industrial. Presentó trabajos y comunicaciones en congresos sobre geometría proyectiva. Fue académico de la Real Academia de Ciencias y Artes de Barcelona ( 1919 )  y de la Real Academia de Ciencias Exactas, Físicas y Naturales de Madrid (1947). Rector de la Universidad de Barcelona entre 1957 y 1963. Presidió la comisión sobre la historia de la Universidad de Barcelona .

## Premios y reconocimientos
- (1974): Orden Civil de Alfonso X el Sabio

## Publicaciones
- Discurso leído en el acto de su recepción el día 17 de diciembre de 1947 . Madrid: Real Academia de Ciencias Exactas, Físicas y Naturales, 1947. Disponible en: Catálogo de las bibliotecas de la UB